# Дэйсли, Роберт
Роберт (Боб) Джон Дэйсли  (англ. Robert (Bob) John Daisley; род. 13 февраля 1950, Сидней, Австралия) — бас-гитарист, стиль игры которого по большей части ориентирован на хард-рок и хэви метал, но Дэйсли также работал и в других стилях, таких как рок-н-ролл и блюз.
Дэйсли в первый раз обратил на себя внимание в 1971 году, когда переехал из Австралии в Англию и присоединился к группе Kahvas Jute, которая играла прогрессив-рок. В ней он пробыл семь месяцев, после чего перешёл в британскую блюз-рок-группу Chicken Shack а затем недолго играл в Mungo Jerry, участвовал в записи альбома Long Legged Woman Dressed in Black. Следующей его группой была хэви-метал-группа Widowmaker, где с его участием было записано 2 альбома: Widowmaker (1975) и Too Late to Cry (1977). Покинув Widowmaker, он сменил Марка Кларка в Rainbow, где участвовал в записи альбома Long Live Rock 'N' Roll. В конце 1978 года он был уволен из группы вместе с Ронни Дио и Дэвидом Стоуном.
В 1979 году он присоединяется к новому проекту Оззи Осборна, который носил название Blizzard of Ozz. 
Вместе с Оззи и гитаристом Рэнди Роудсом Боб участвовал в сочинении и записи почти всего материала для альбомов Blizzard of Ozz (1980) и Diary of a Madman (1981), но весной 1981 года был уволен вместе с ударником Ли Керслейком. Позже оба много судились с Осборном по поводу авторских прав, так как Осборн посчитал эти альбомы своими сольными проектами.
Но в это же время их пригласил в команду Мик Бокс, восстанавливавший из руин группу Uriah Heep. Дэйсли записал с Uriah Heep два альбома: Abominog (1982) и Head First (1983), где также стал соавтором доброй половины песен.
С 1984 года Дэйсли долго сотрудничал с известным гитаристом Гэри Муром и снова привлекался к сочинению песен Оззи Осборном. Например, он соавтор всех песен с альбомов Осборна The Ultimate Sin (1986) и No Rest For The Wicked (1988).
Тогда же его позвал в Black Sabbath гитарист Тони Айомми. Вместе они сочинили весь материал для альбома The Eternal Idol (1987), причём все тексты написал Боб, однако на диске автором песен значился только Айомми.
Начиная с 90-х годов Боб Дейсли начал сотрудничать как басист, композитор и автор текстов и продюсер со многими известными музыкантами, такими как гитаристы Ингви Мальмстин и Джефф Уотсон (Night Ranger), ударники Кармайн Эппис (Vanilla Fudge) и Билл Уорд (Black Sabbath), клавишник Джон Лорд (Deep Purple) и др.

## Дискография
Kahvas Jute:
- 1971 — Wide Open

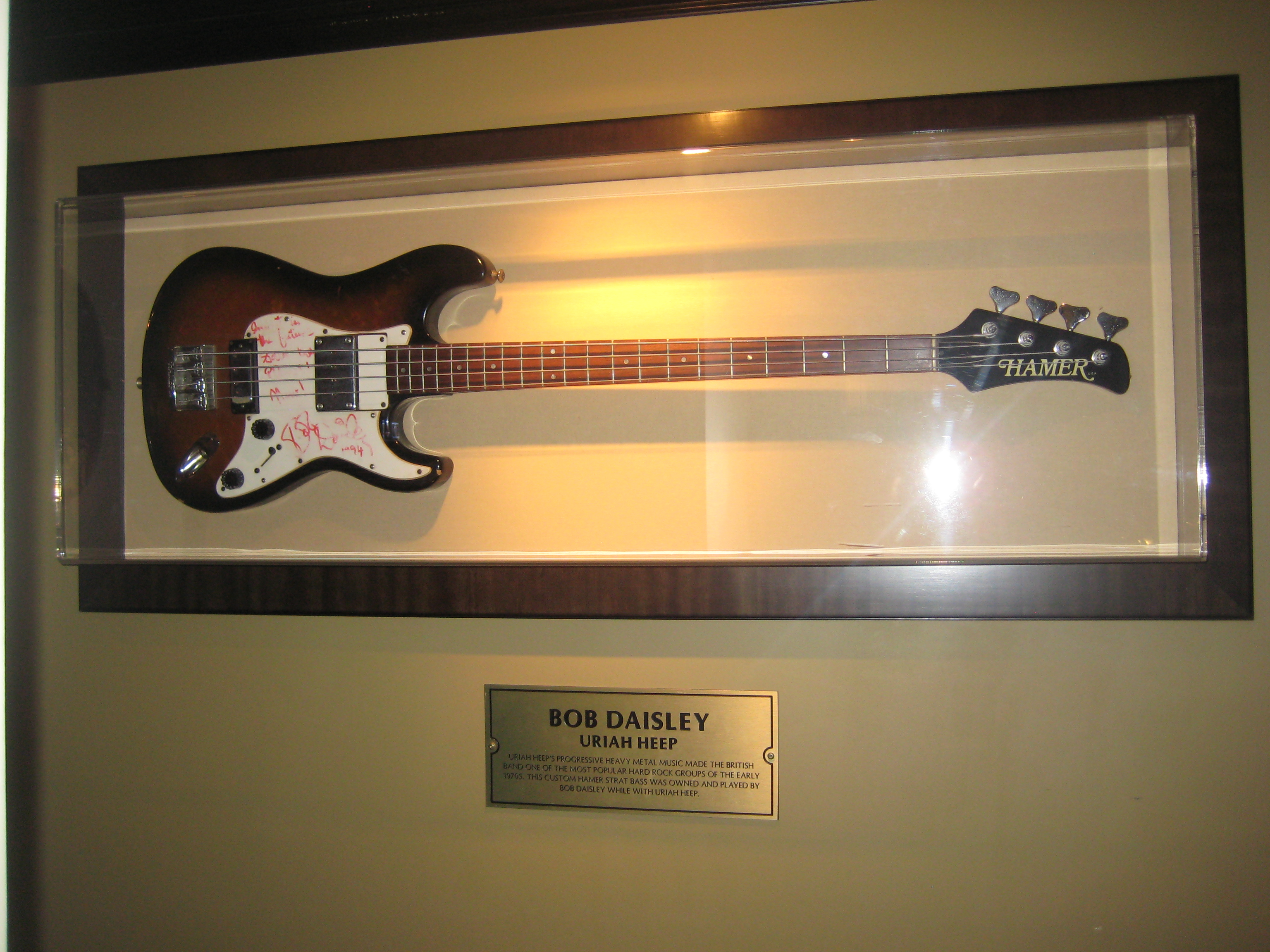
Бас-гитара Боба Дэйсли в «Хард Рок Кафе», Прага, 2011

- 2006 — Then Again (Live at the Basement)

Chicken Shack:
- 1972 — Unlucky Boy

Mungo Jerry:
- 1974 — Long Legged Woman Dressed In Black

Widowmaker:
- 1975 — Widowmaker
- 1977 — Too Late To Cry
- 2002 — Straight Faced Fighter

Rainbow:
- 1978 — Long Live Rock 'N' Roll UK#7, US#89
- 1986 — Finyl Vinyl
- 2006 — Live in Germany 1977 (CD & DVD)

Ozzy Osbourne:
- 1980 — Blizzard of Ozz UK#7, US#21
- 1981 — Diary of a Madman UK #14, US #16
- 1983 — Bark at the Moon UK #24, US #19.
- 1986 — The Ultimate Sin US #6.
- 1988 — No Rest For The Wicked UK #23, US #13
- 1991 — No More Tears UK#10

Uriah Heep:
- 1982 — Abominog UK #34, US #56
- 1983 — Head First UK #56, US #159
- 1996 — Time Of Revelation

Gary Moore:
- Victims Of The Future (1984)
- Run for Cover (1985)
- Wild Frontier (1987)
- After the War (1988)
- Still Got the Blues (1990)
- After Hours (1992)
- Power of the Blues (2004)
- The Platinum Collection (2006)

Black Sabbath:
- The Eternal Idol (1987)

Mother’s Army
- Mother’s Army (1993)
- Planet Earth (1997)
- Fire On The Moon (1998)

The Hoochie Coochie Men:
- The Hoochie Coochie Men (2001)
- Live at the Basement (2003, 2CD/DVD, with Jon Lord)
- Danger: White Men Dancing (2007, with Jon Lord)

Living Loud:
- Living Loud (2004)
- Live in Sydney 2004 (2005)

другое
- Sean Tyla — Tyla Gang (1991)
- Yngwie Malmsteen — Odyssey (1988) UK#10
- Bill Ward — Ward One: Along the Way (1990)
- Jeff Watson — Lone Ranger (1992)
- Jeff Watson — Around The Sun (1993)
- Takara — Taste of Heaven (1995)
- Various artists — In From the Storm, a Jimi Hendrix tribute album (1995)
- Carmine Appice — Guitar Zeus (1995)
- Vertex — Vertex (1996)
- Warren De Martini — Crazy Enough To Sing For You (1997)
- Takara — Eternity: Best of 93 — 98(1998)
- Takara — Blind in Paradise (1998)
- Stream — Nothing Is Sacred (1998)
- Various Artist — Humanary Stew: Alice Cooper Tribute (1999)
- Various Artist — Forever Mod: A Tribute to Rod Stewart (1999)
- Silver — Intruder (2003)
- Karl Cochran — Voodooland (2004)
- The Legendary Zarsoff Brothers — Mixed Business (2005)
- Planet Alliance — Self Titled (2006)
- Jorge Salán — Chronicles of an Evolution (2007)